# 北京广播电视台新闻频道
北京广播电视台新闻频道（BRTV-新闻），前身为创办于2003年的北京电视台公共频道，以交通、旅游为主打定位，2012年更名为北京电视台新闻频道。
北京部分区县电视台会在当地转播的北京新闻频道部分时段（一般为早7:30-9:00、中午12:30-14:00、晚19:30-21:00）插播自办节目。

## 节目
- 北京新闻（北京卫视同播）
- 北京您早（北京卫视同播）
- 特别关注（北京卫视同播）
- 每日文艺播报（文艺频道首播，该频道重播）
- 法治进行时（纪实科教频道首播，该频道重播）
- 生活这一刻（生活频道首播，该频道重播）
- 都市晚高峰
- 首都晚间报道
- 北京议事厅
- 红绿灯
- 这里是北京
- 新闻手语
- 都市阳光
- 美丽乡村
- 天气预报（北京卫视同播）
- 看气象
- 怎么看
- 清风北京
- 美丽北京